# Gonzalo Tapia
Gonzalo Andrés Tapia Dubournais, noto semplicemente come Gonzalo Tapia (Las Condes, 18 febbraio 2002), è un calciatore cileno, attaccante del River Plate.

## Carriera

### Club
Cresciuto nel settore giovanile dell'Universidad Católica, debutta in prima squadra il 5 settembre 2021 in occasione dell'incontro di Primera División vinto 4-1 contro il Coquimbo Unido.

### Nazionale
Ha giocato nelle nazionali giovanili cilene Under-17 ed Under-20.
Nel 2024 ha esordito nella nazionale maggiore cilena.

## Statistiche
Statistiche aggiornate al 19 marzo 2025.

### Presenze e reti nei club
| Stagione                    | Squadra                     | Campionato                  | Campionato | Campionato | Coppe nazionali | Coppe nazionali | Coppe nazionali | Coppe continentali | Coppe continentali | Coppe continentali | Altre coppe | Altre coppe | Altre coppe | Totale | Totale | Totale |
| Stagione                    | Squadra                     | Comp                        | Pres       | Reti       | Comp            | Pres            | Reti            | Comp               | Pres               | Reti               | Comp        | Pres        | Reti        | Pres   | Reti   |        |
| --------------------------- | --------------------------- | --------------------------- | ---------- | ---------- | --------------- | --------------- | --------------- | ------------------ | ------------------ | ------------------ | ----------- | ----------- | ----------- | ------ | ------ | ------ |
| 2020                        | Universidad Católica        | PD                          | 11         | 2          | -               | -               | -               | -                  | -                  | -                  | SS          | 1           | 2           | 12     | 4      |        |
| 2021                        | Universidad Católica        | PD                          | 3          | 0          | -               | -               | -               | CL                 | 2                  | 0                  | -           | -           | -           | 5      | 0      |        |
| 2022                        | Universidad Católica        | PD                          | 26         | 2          | CC              | 5               | 1               | CL+CS              | 4+2                | 0                  | SS          | 1           | 0           | 38     | 3      |        |
| 2023                        | Universidad Católica        | PD                          | 25         | 4          | CC              | 3               | 0               | CS                 | 1                  | 0                  | -           | -           | -           | 29     | 4      |        |
| 2024                        | Universidad Católica        | PD                          | 29         | 9          | CC              | 3               | 2               | CS                 | 1                  | 0                  | -           | -           | -           | 27     | 11     |        |
| Totale Universidad Católica | Totale Universidad Católica | Totale Universidad Católica | 94         | 17         |                 | 11              | 3               |                    | 10                 | 0                  |             | 2           | 2           | 117    | 22     |        |
| 2025                        | River Plate                 | PD                          | 6          | 0          | CA              | 1               | 0               | CL                 | 0                  | 0                  | SI+CmC      | 0           | 0           | 7      | 0      |        |
| Totale carriera             | Totale carriera             | Totale carriera             | 100        | 17         |                 | 12              | 3               |                    | 10                 | 0                  |             | 2           | 2           | 124    | 22     |        |

### Cronologia presenze e reti in nazionale
| Cronologia completa delle presenze e delle reti in nazionale ― Cile | Cronologia completa delle presenze e delle reti in nazionale ― Cile | Cronologia completa delle presenze e delle reti in nazionale ― Cile | Cronologia completa delle presenze e delle reti in nazionale ― Cile | Cronologia completa delle presenze e delle reti in nazionale ― Cile | Cronologia completa delle presenze e delle reti in nazionale ― Cile | Cronologia completa delle presenze e delle reti in nazionale ― Cile | Cronologia completa delle presenze e delle reti in nazionale ― Cile |
| Data                                                                | Città                                                               | In casa                                                             | Risultato                                                           | Ospiti                                                              | Competizione                                                        | Reti                                                                | Note                                                                |
| ------------------------------------------------------------------- | ------------------------------------------------------------------- | ------------------------------------------------------------------- | ------------------------------------------------------------------- | ------------------------------------------------------------------- | ------------------------------------------------------------------- | ------------------------------------------------------------------- | ------------------------------------------------------------------- |
| 10-9-2024                                                           | Santiago del Cile                                                   | Cile                                                                | 1 – 2                                                               | Bolivia                                                             | Qual. Mondiali 2026                                                 | -                                                                   | 61’                                                                 |
| 10-10-2024                                                          | Santiago del Cile                                                   | Cile                                                                | 1 – 2                                                               | Brasile                                                             | Qual. Mondiali 2026                                                 | -                                                                   | 76’                                                                 |
| 15-10-2024                                                          | Barranquilla                                                        | Colombia                                                            | 4 – 0                                                               | Cile                                                                | Qual. Mondiali 2026                                                 | -                                                                   | 60’ 65’                                                             |
| Totale                                                              |                                                                     | Presenze                                                            | 3                                                                   |                                                                     | Reti                                                                | 0                                                                   |                                                                     |

## Palmarès

### Club

#### Competizioni nazionali
- Campionato cileno: 2

Universidad Católica: 2020, 2021
- Supercopa de Chile: 2

Universidad Católica: 2020, 2021